# Wakapuaka
Pour l’article homonyme, voir Wakapuaka (fleuve).
Wakapuaka est une petite localité siégeant dans le nord de la région de Nelson dans l’Île du Sud de la Nouvelle-Zélande.

## Situation
Elle est sur le trajet de la State Highway 6/S H 6 à l’intérieur des terres de l’extrémité nord du Nelson Haven, entre les localités de Marybank et Hira.
La route vers Glenduan rejoint la SH 6 au niveau de Wakapuaka  , .